# Rifugio Cazzaniga-Merlini
Il rifugio Cazzaniga-Merlini è un rifugio situato nel comune di Barzio (LC), in Valsassina, nelle Prealpi Orobiche, a 1.889 m s.l.m.

## Storia
Il rifugio venne costruito tra il 1927 e il 1930, e inaugurato il 29 giugno 1931. È stato intitolato alla memoria di Giuseppe Cazzaniga, un ufficiale degli Alpini deceduto in queste zone. Distrutto nel 1944 a causa di eventi bellici, venne riedificato e re-inaugurato nel 1952. La nuova costruzione fu dedicata alla memoria di Ugo Merlini, reduce della campagna italiana di Russia.

## Caratteristiche e informazioni

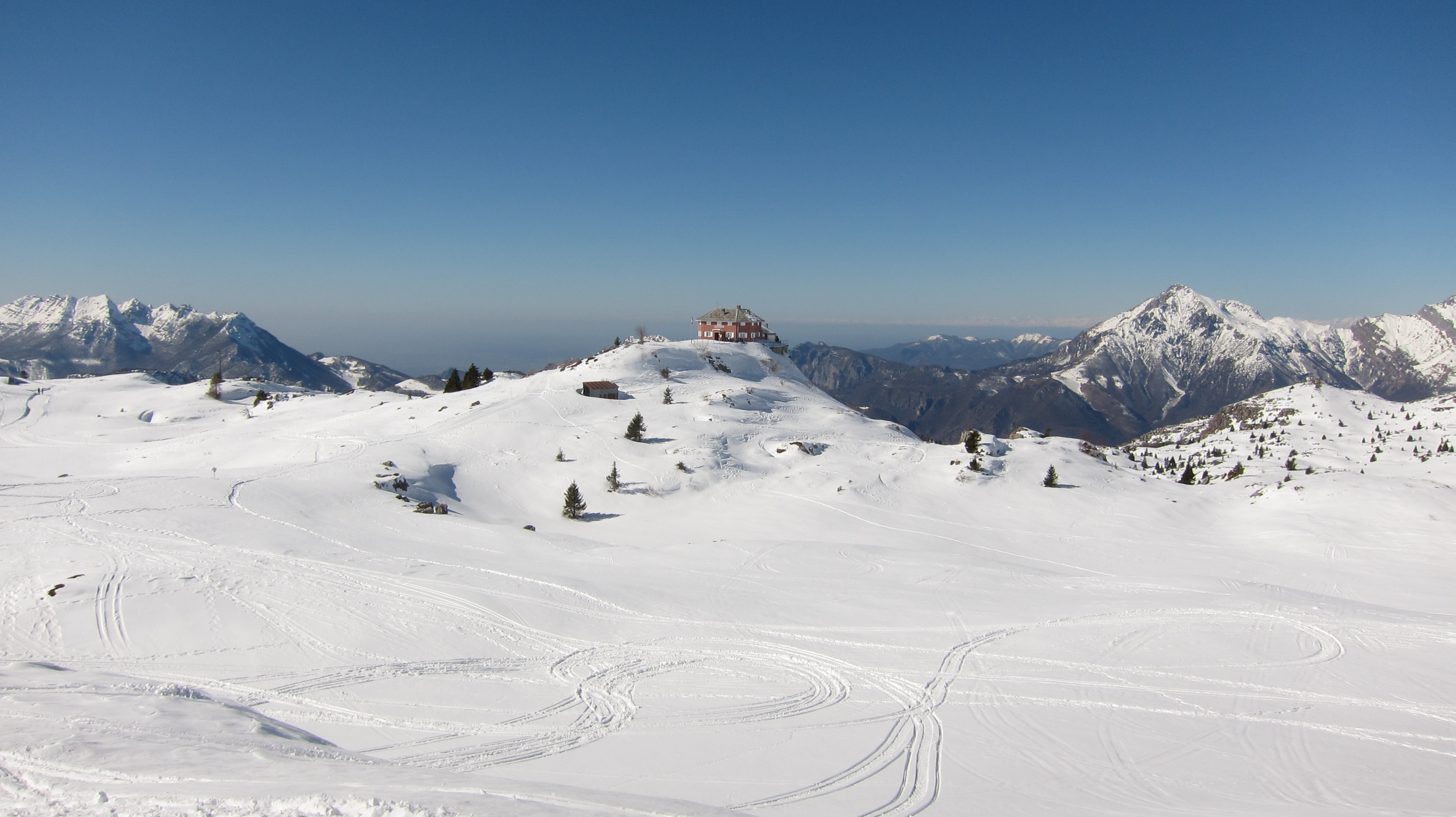
Il rifugio Cazzinga Merlini in una veduta invernale

Il rifugio Cazzaniga-Merlini è situato sull'altopiano di Artavaggio, in Valsassina, tra la Val Taleggio e la Valtorta. La quota dell'altopiano varia dai 1.600 ai 2.000 metri e la sua posizione fa sì che lo sguardo possa ruotare a 360 gradi per ammirare le Grigne ed il Resegone in primo piano, le Retiche a nord, le Orobie a est, la Pianura Padana a sud con l'Appennino Tosco Emiliano sullo sfondo e il Monviso a ovest.
Il rifugio è di proprietà della sezione di Lecco dell'Associazione Nazionale Alpini. Ha una capienza di circa 25 posti letto e una sala da pranzo che può ospitare fino a 70 persone. È aperto in modo continuativo da metà giugno a metà settembre, e durante tutto l'anno nei weekend, ponti e festività. Rimane invece chiuso nei mesi di maggio e novembre, in concomitanza con la chiusura della funivia.
Sparsi sull'altopiano ci sono malghe ed alpeggi, che durante i mesi estivi vengono ancora utilizzati ed in cui è possibile assistere alla mungitura ed alla lavorazione del latte fino al prodotto finito. Vengono prodotti il Taleggio, lo Strachitunt (DOP) e altri formaggi di latteria d'alpe.

## Accessi
Il rifugio è raggiungibile da:
- Moggio in circa 3 h;
- Culmine di San Pietro in circa 3 h;
- Cassiglio in circa 4 h;
- Val Taleggio in circa 3 h;
- Valtorta in circa 3 h;
- Piani di Bobbio in circa 2 h (sentiero CAI n. 101 o degli Stradini).

## Ascensioni
- Monte Sodadura (2.010 m), dalla forma piramidale;
- Cima di Piazzo (2.057 m), dalla forma tondeggiante, spesso frequentata dai camosci;
- Zuccone Campelli (2.161);
- Zucco Barbisino (2.152);
- Zucco Pesciola (2.092);
- Monte Aralalta (2.006);
- Pizzo Baciamorti (2.009)

## Traversate
Il rifugio è la meta della 1ª tappa del Sentiero delle Orobie occidentali, da Cassiglio, segnavia n. 101 percorribile in 4,30 h. Da qui si prosegue alla volta del rifugio Lecco (2ª tappa) tramite il sentiero n. 101 in 2,30 h.